# قطینه
قطینة (به عربی: قطینة) یک منطقهٔ مسکونی در سوریه است که در حمص واقع شده‌است.

## خصوصیات
قطینة ۶٬۰۱۸ نفر جمعیت دارد.